# Samca
Samca este un personaj al legendelor românești, un spirit necurat, foarte urât și fioros: ia forma de femeie în pielea goală, cu părul despletit, până la călcâie, cu sânii lungi până la pământ, cu ochii mici și strălucitori ca stelele, cu mâinile de fier, cu unghiile lungi și ascuțite ca andrelele sau încârligate ca secerile și cu limba de foc. 
În tradiție ea este de asemenea asociată în mai multe legende cu Sfârșitul Lumii, cu hedonismul, sexul și plăcerile carnale. Ea le apărea în vis tinerilor miri în încercarea de a-i face să păcătuiască și să își însele proaspetele neveste. 
Acest demon, din a cărui gură foarte mare, urâtă și strâmbă iese întotdeauna foc, se arată pe la sfârșitul lunii, în apropiere de luna plină, copiilor mai mici de patru ani, pe care așa de tare îi înspăimântă că se îmbolnăvesc pe loc. Acest demon se mai arată și femeilor care zac pe patul nașterii, pe care le frământă și le sperie, încât acestea mor pe loc sau rămân schilodite și neputincioase toată viața. 
Formele pe care Samca le ia sunt felurite: în chip de porc foarte mare și fioros, în chip de câine cu dinții rânjiți, în chip de pisică fără păr cu ochii înfocați și holbați, în chip de cioară mare cu ochii de sânge și în chip de păianjen mare și negru. Boala de care sunt atinși copiii după ce li se arată Samca poartă numele de răutatea copiilor. 
Samca are 19 nume: Vestitia, Navadaraia, Valnomia, Sina, Nicosda, Avezuha, Scorcoila, Tiha, Miha, Grompa, Slalo, Necauza, Hatavu, Hulila, Huva, Ghiana, Gluviana, Prava și Samca. Pentru a se apăra de Samca, oamenii trebuie să îi scrie toate cele 19 nume pe un perete al casei sau trebuie să convingă pe altcineva să scrie un descântec, pe care să-l poarte apoi asupra lor. Acest descântec o va face pe Samca să se ducă în schimb la cel care l-a scris, dar, dacă acesta este un om bătrân, care și-a trăit viața, Samca nu îi va face rău, ci doar îl va face să scrâșnească din dinți în somn. 
Legenda a fost reînviată datorită unui trend pe TikTok de la sfârșitul anului 2021 - începutul anului 2022. Utilizatorii acestei platforme sociale au raportat că un spirit malefic atribuit lui Samca cutreieră cimitirele și drumurile de țară în timpul nopții atacând cu violență trecătorii. Numeroase morți și crime nerezolvate au fost atribuite lui Samca de-a lungul ultimilor ani, însă niciuna nu s-a dovedit reală. 